# Raquel Martos
Raquel Martos (Madrid, 1 de noviembre de 1971) es una periodista, guionista y escritora española.

## Trayectoria
Licenciada en Ciencias de la información por la Universidad Complutense de Madrid, ha desarrollado su carrera profesional especialmente en medios audiovisuales.

### Radio
Sus primeros pasos profesionales se producen en la radio. En 1993 comienza a trabajar como redactora en el programa Protagonistas, de Luis del Olmo. A finales de la década de 1990 coincide con Carlos Alsina en el programa de Onda Cero Esta boca es mía. Entre 2002 y 2007 colabora en el programa de M80 No somos nadie, junto a Pablo Motos. Entre 2012 y 2014 participó como colaboradora en el programa La ventana de la Cadena SER. De regreso a Onda cero, ha presentado y dirigido los programas Buenas tardes Madrid. Desde 2014 interviene en la sección Persona física en Julia en la Onda.

### Televisión
En la segunda mitad de la década de 2000 colaboró en el programa dirigido y presentado por Pablo Motos El hormiguero. Otros trabajos en la pequeña pantalla incluyen el espacio Likes de #0 por Movistar Plus+. Desde enero de 2022 presenta el programa divulgativo El condensador de fluzo en La 2 de TVE.En verano de 2023 se puso al frente del magazine Ahora o nunca en La 1 de TVE, programa del que ya era colaboradora.

### Literatura
Su primera publicación como coautora fue No somos nadie (2003), a la que seguirían No somos nadie 2 (2005) y La chica que se quería quemar a lo bonzo... porque él no tapaba el champú (2010), junto a Laura Llopis. Ha publicado las novelas Los besos no se gastan (2012), No pasa nada. Y si pasa se le saluda y Los sabores perdidos (2019).

### Prensa escrita
Desde 2013 escribe una columna en el periódico digital Infolibre.

### Otros trabajos
Guionista para Globomedia de El club de la comedia y 5mujeres.com.